# Neon Ballroom
Neon Ballroom är den australiensiska musikgruppen Silverchairs tredje studioalbum, utgivet 1999. Låten "Ana's Song (Open Fire)" handlar om sångaren Daniel Johns kamp mot anorexia nervosa, och blev en av de största singlarna från albumet.

## Låtlista
1. "Emotion Sickness" - 6:00
2. "Anthem for the Year 2000" - 4:22
3. "Ana's Song (Open Fire)" - 3:42
4. "Spawn Again" - 3:31
5. "Miss You Love" - 4:01
6. "Dearest Helpless" - 3:35
7. "Do You Feel the Same" - 4:18
8. "Black Tangled Heart" - 4:34
9. "Point of View" - 3:35
10. "Satin Sheets" - 2:24
11. "Paint Pastel Princess" - 4:34
12. "Steam Will Rise" - 5:20

## Listplaceringar
| Lista (1999)  | Placering |
| ------------- | --------- |
| Australien    | 1         |
| Frankrike     | 23        |
| Nederländerna | 65        |
| Nya Zeeland   | 8         |
| Schweiz       | 40        |
| Sverige       | 26        |
| Tyskland      | 13        |
| Österrike     | 13        |